# Rouno
Rouno (angl.: fleece, něm.: Vlies) je plošná vrstva vzájemně se prolínajících textilních vláken.
- Rouno z ovčí vlny se získává střihem zvířat. Vlákna jsou v něm slepená potem, tukem a nečistotami (cca 15–50 %). Hmotnost ovčího rouna je závislá na druhu ovce a podmínkách chovu, v průměru bývá 4–7 kg. Vlákna vykazují značné jakostní rozdíly, nejhodnotnější je vlna z lopatek a boků zvířete, nejhorší z nohou, hlavy a ocasu.[1]

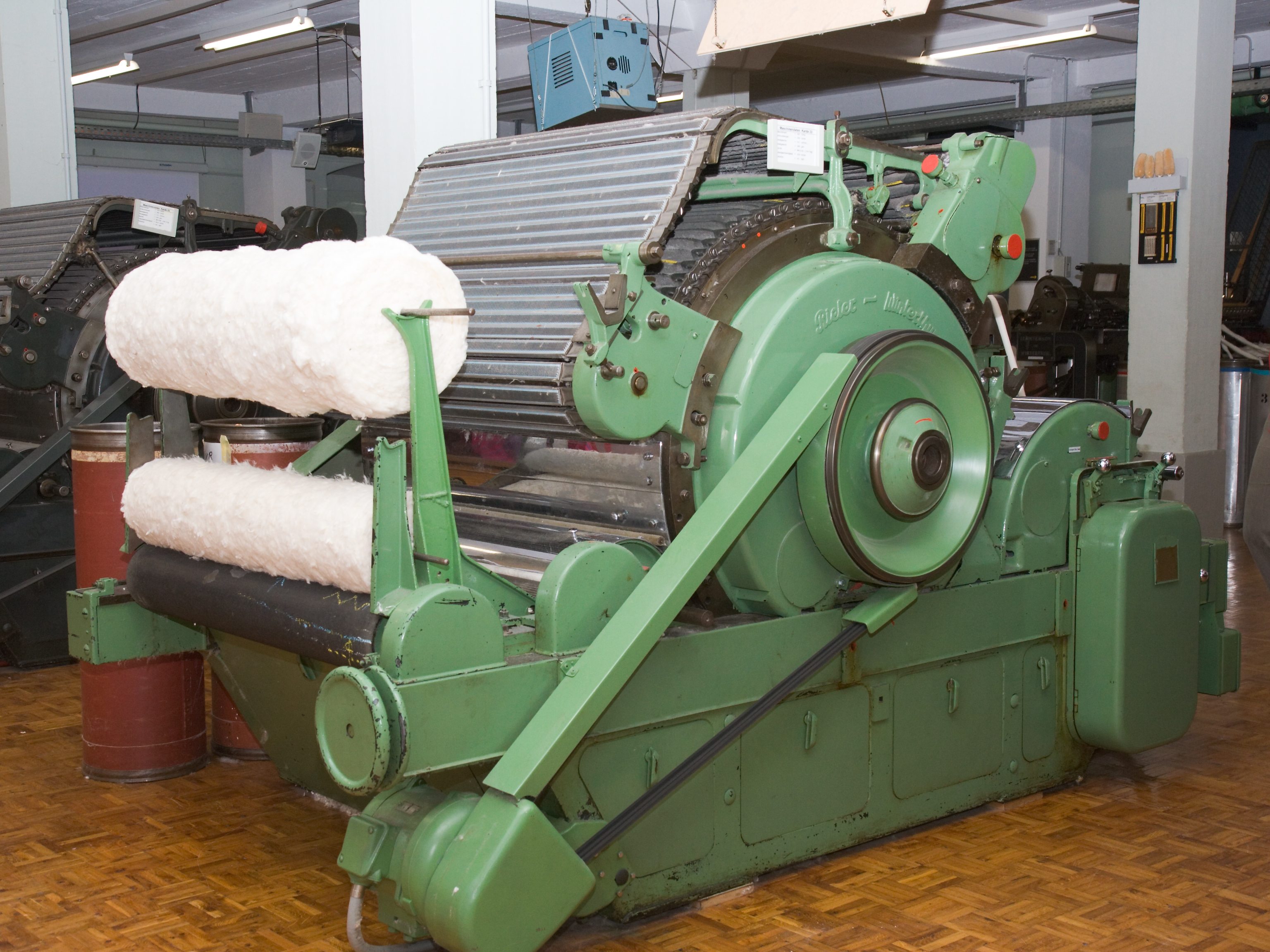
Rouno svinuté do stůčky na starším mykacím stroji

Při střihu srsti jiných zvířat (alpaky, lamy, angorského králíka atd.) se tvoří z vláken podobná vrstva jako u ovčí vlny.
- V bavlnářské přádelně se mírně slisované a kalandrované rouno svinuté do stůčky předkládalo ke zpracování mykacím strojům starší konstrukce (hmotnost cca 400g/m²), stůčkovým protahovačkám a česacím strojům (40-50 g/m²).

Tenkému, průsvitnému rounu (5–25 g/m²) z přádelnických strojů se říká pavučina. Na vlnařských mykacích strojích se pavučinka navíjí na válec, na kterém se z několika vrstev tvoří rouno.
- Většina netkaných textilií se vyrábí z vlákenného rouna (vpichováním, proplétáním nebo chemickým pojením). Rouno o hmotnosti 50–2000 g/m² se zde tvoří vrstvením několika pavučinek nad sebou nebo pneumaticky (nasáváním na sítové bubny).[4]
- Označení rouno se také používá pro vrstvu zplstěných vláken (obvykle syntetických materiálů) na filtry, čištění a jiné technické účely.[5]